# 10166 Takarajima
10166 Takarajima este un asteroid din centura principală de asteroizi.

## Descriere
10166 Takarajima este un asteroid din centura principală de asteroizi. A fost descoperit pe 30 ianuarie 1995 la Ōizumi de Takao Kobayashi. Asteroidul prezintă o orbită caracterizată de o semiaxă mare de 2,62 ua, o excentricitate de 0,14 și o înclinație de 3,7° în raport cu ecliptica.